# Rödkläppen (vid Stenskär, Nagu)
Rödkläppen är en klippa nära Knivskär i Nagu,  Finland.   Den ligger i Pargas stad i den ekonomiska regionen  Åboland  och landskapet Egentliga Finland. Ön ligger omkring 2 kilometer öster om Knivskär, omkring 21 kilometer söder om Nagu kyrka,  51 kilometer söder om Åbo och 160 km väster om Helsingfors. Närmaste allmänna förbindelse är förbindelsebryggan vid Knivskär som trafikeras av M/S Nordep.
Terrängen runt Rödkläppen är mycket platt.